# Marian Palewicz
Marian Palewicz-Golejewski, ps. Mariano Palevici (ur. 1 stycznia 1881 we Lwowie, zm. 26 września 1939 w Warszawie) – polski aktor teatralny i filmowy, śpiewak operowy (baryton) i reżyser teatralny.

## Życiorys
Był nieślubnym synem galicyjskiego ziemianina i polityka konserwatywnego Antoniego Leonarda Golejewskiego (1819–1893). Uczył się śpiewu (baryton dramatyczny) w konserwatorium muzycznym im. S. Moniuszki w Stanisławowie pod kierunkiem Aleksandry Dąbrowskiej. Następnie występował w miastach Galicji (m.in. w Stanisławowie Kołomyi, Przemyślu i Czerniowcach). W 1912 roku wyjechał do Włoch, gdzie w Brescii śpiewał pod pseudonimem Mariano Palevici, m.in. w operach: "Aida" Giuseppe Verdiego, "Krzysztof Kolumb" Alberto Franchettiego i "Romeo i Julia" Niccolò Antonio Zingarelliego. Powróciwszy do Warszawy, występował na scenie Filharmonii Warszawskiej oraz Warszawskich Teatrów Rządowych, m.in. w partii Amonatra ("Aida" Giuseppe Verdiego), Mazepa ("Mazepa" Piotra Czajkowskiego), Demona ("Demon" Antona Rubinsteina),  Valentin ("Faust" Charles’a Gounoda), Marcina ("Verbum nobile" Stanisława Moniuszki), Hrabiego de Nevers ("Hugonoci" Giacomo Meyerbeera), Wotana ("Walkiria" Richard Wagnera), Golmera ("La WalIy" A. Cataloniego), Escamillo ("Carmen" Georges Bizeta), Germonta ("Traviata" Giuseppe Verdiego).
W 1915 debiutował jako reżyser w warszawskim Teatrze Wielkim – wystawiając operę "Jadwiga – królowa Polski" Karola Kurpińskiego. Zagrał w niej jednocześnie rolę Jagiełły. Podczas  I wojny światowej, w momencie opuszczenia przez Rosjan Warszawy w sierpniu 1915 jako poddany austro-węgierski został wywieziony w głąb Rosji, gdzie występował m.in. w Moskwie, Petersburgu i Charkowie, zyskując szczególną popularność w tytułowej partii opery "Demon" Antona Rubinsteina.
W 1918 roku powrócił najpierw do Lwowa, a następnie do Warszawy, gdzie do przejścia na emeryturę w 1931 roku był członkiem zespołu Teatru Wielkiego. Obok wymienionych ról grał także w nowych operach m.in. w 1919 r. jako Jago ("Otello" Giuseppe Verdiego), Miecznik ("Maria" Romana Statkowskiego), Pizarro ("Fidelio" Ludwiga van Beethovena); w 1920 r. w "Doli"  Bolesława Wallek-Walewskiego, w 1921 r. Chorąży ("Hrabina" Stanisława Moniuszki), Kostryn ("Goplana" Władysława Żeleńskiego), w 1922 Telramtund ("Lohengrin" Richarda Wagnera), Baron Ochs ("Der Rosenkavalier" Richarda Straussa), w 1925 – Wotan ("Siegfried" Richarda Wagnera), Ramiro (" L' Heure espagnole" Maurice Ravela), Hans Sachs ("Die Meistersinger von Nlirnberg" Richarda Wagnera), w "Zygmuncie Auguście" (Tadeusza Joteyki), w 1926 – Miecznik ("Straszny Dwór" Stanisława Moniuszki), Cześnik ("Zemsta za mur graniczny" Zygmunta Noskowskiego), w 1927 – Klingsor ("Parsifal" Richarda Wagnera), Nelusko ("L' Africaine" Giacomo Meyerbeera), w 1928 w "Królowej Jadwidze" Tadeusza Joteyki, w 1929 – Alberyk ("Die Gotterdammerung" Richarda Wagnera), w 1931 w "Salome" Richarda Straussa" i "Królu kochanku" Adam Wieniawskiego. Pod koniec kariery występował także w repertuarze operetkowym (Orfeusz w piekle). W ciągu dwóch ostatnich lat pobytu na scenie zaczął tracić głos i występował rzadko.
Występował również gościnnie poza stolicą, m.in. w trakcie plebiscytu na Górnym Śląsku (1920) oraz w Krakowie (1922, 1924, 1925). Występował także w polskich filmach niemych: "Chłopi" (1922), Pan Tadeusz (1828) Romans panny Opolskiej (1928), "Halka" (1930).
Zmarł od ran odniesionych podczas oblężenia Warszawy we wrześniu 1939 roku.

## Ordery i odznaczenia
- Złoty Krzyż Zasługi (23 czerwca 1927)[5]

## Filmografia
- Chłopi (1922) – kowal, zięć Boryny
- Pan Tadeusz (1928) – generał Jan Henryk Dąbrowski
- Romans panny Opolskiej (1928) – pan Opolski
- Halka (1930) – stolnik